# Gernot Weißhuhn
Gernot Weißhuhn (* 7. März 1943 in Berlin; † Juni 2024) war ein deutscher Ökonom.

## Leben
Der Sohn von Gerhard Weißhuhn und Hertha, geb. Bieneck, war von 1967 bis 1975 wissenschaftlicher Mitarbeiter am DIW Berlin. Nach der Promotion zum Dr. rer. pol. am 28. November 1969 an der FU Berlin wurde er 1975 Professor für Volkswirtschaftslehre, insbes. Empirische Wirtschaftsforschung an der TU Berlin. Er wurde 2009 pensioniert.

## Schriften (Auswahl)
- Die Komponenten des Sozialproduktwachstums in West-Berlin. Seit dem Jahre 1950 und die erforderliche Entwicklung des Arbeitsvolumens, der Erwerbstätigen und der Investitionen bis zum Jahre 1975. Berlin 1970, OCLC 916601505.
- Alternativprojektionen des wirtschaftlichen Wachstums in West-Berlin bis zum Jahre 1980. Berlin 1972, ISBN 3-428-02846-5.
- mit Cornelia Mattern: Einführung in die ökonomische Theorie von Bildung, Arbeit und Produktion. Frankfurt am Main 1980, ISBN 3-7941-1954-1.
- Einsatz von Arbeitskräften mit Hoch- und Fachhochschulabschluss in der Bundesrepublik Deutschland. Strukturanalyse anhand der Beschäftigtenstatistik. Bad Honnef 1984, ISBN 3-87066-590-4.